# Royaume de Champassak
1713–1904
Entités précédentes :
- Lan Xang

Entités suivantes :
- Protectorat français du Laos

Le royaume de Champassak est l'un des trois petits Etats (avec le Royaume de Luang Prabang et celui de Vientiane) qui se sont constitués lors du démembrement du royaume de Lan Xang au début du XVIIIe siècle.

## Historique
Les petits fils de Surinyavongsa roi du Lan Xang, étant trop jeunes pour régner, le premier ministre et gendre du roi, Tevinia Tian Thala, prit le pouvoir en 1694. Surinyavongsa laissait un fils de 3 ans, Chao Ong Lo et une épouse enceinte de plusieurs mois. Certains dignitaires assurèrent alors la fuite de Chao Ong Lo jusqu'en Annam. La reine repoussa les avances de l'usurpateur et se réfugia auprès du Phra Kru Phon Samek, le bonze le plus important et le plus vénéré de Vientiane (également connu sous le nom de Phra Kru Nyot Kéo ou Phra Kru Khi Hom), qui la conduisit en sécurité  à Ban Sa Ngo (Muang Bueng Kan, province du même nom, Thaïlande) où elle put accoucher d'un fils, Chao Nokasad.
Le Phra Kru Phon Samek quitta peu de temps après Vientiane accompagné de nombreux fidèles. Il commença par restaurer une partie du Wat Phra That Phanom (en), et son voyage l'emmena jusqu'au Cambodge. A son retour, après avoir construit en chemin de nombreux That (notamment près de Stung Treng, à Don Khone et à Don Khong), Il s'installa sur l'île de Don Deng, en face de Champassak) en 1708. Le Muang Champassak était alors dirigé par une vieille femme, Nang Phao. Sa fille, Nang Pheng, nourrissant une grande dévotion à l'égard du Phra Kru Phon Samek, lui demanda l'autorisation de s'installer à Champassak et Nang Phao lui confia le pouvoir. Les premières années de règne du Phra Kru Phon Samek se passèrent bien, mais rapidement, des troubles survinrent. Les préceptes bouddhistes empêchant le Phra Kru de pouvoir les réprimer en usant de la force, il envoya chercher Chao Nokasad et le proclama Roi de Champassak en 1713,,,.
Le royaume de Champassak, que dirigent ses descendants, doit subir lui aussi les interventions du Siam qui le réduit à l'état de vassal (1778) et l'annexe même provisoirement. Mais il perdure, bien que théoriquement aboli en 1904, sous le Protectorat français du Laos jusqu'en 1946, époque où il sera inclus dans le nouveau royaume du Laos.

## Liste des rois
- 1713-1738 : Nokasad (Soi Samout)
- 1738-1791 : Sayakoumane (en) ou Photi son fils
- 1791-1811 : Chao Fay Na (en) gouverneur pour le compte du Siam
- 1811-1811 : Chao Nou (en) petit-fils de Sayakoumane
- 1811-1813 : Interrègne
- 1813-1817 : Pham Ma Noi (en) son frère
- 1817-1826  : domination siamoise
- 1826-1840  : Chao Houi (en) fils de Nou
- 1840-1850 : Chao Nak (en) son frère
- 1850-1852 : Chao Boua (en) son frère
- 1852-1856 : Interrègne
- 1856-1858 : Chao Kham Nhai (en) fils de Houi
- 1858-1863 : Interrègne
- 1863-1900 : Chao Kham Souk (en) frère de Kham Nhai
- 1900-1945 : Chao Nhuy (en) ou Bua Laphan Tasadany son fils déposé en 1904. le royaume est de facto administré par des fonctionnaires français.
- 1945-1946 : Boun Oum, son fils abdique devient ensuite Premier Ministre du Laos en 1948-1950 et 1960-1962.

## Sources
- (en) & (de) Peter Truhart, Regents of Nations, K.G Saur Münich, 1984-1988  (ISBN 359810491X), Art. « Laos », Period of Tripartition/ Periode der Dreiteilung  Champassak  p.  1739-1740.
- Pierre Lintingre, « Permanence d'une structure monarchique en Asie : le royaume de Champassak », dans: Revue française d'histoire d'outre-mer, tome 59, n°216, 3e trimestre 1972. p. 411-431.